# Pennsylvania Turnpike

El Pennsylvania Turnpike es una autopista de peaje de Pensilvania (EE. UU.). El sistema del turnpike abarca 532 millas (855 kilómetros) en tres tramos distintos. Su tramo principal, que se extiende desde la frontera con Ohio en el oeste hasta la frontera con Nueva Jersey en el este a lo largo 359 millas (578 kilómetros). Su tramo nororiental, va desde el cruce de Plymouth Meeting en el sureste al cruce de la Wilkes-Barre y de Scranton en el noreste, con una longitud de 110 millas (177 kilómetros). Los distintos tramos de la Autopista Occidental de Pensilvania tienen 62 millas (100 kilómetros). 
La autopista conecta la mayor parte de las áreas urbanas importantes de Pensilvania, con la sección east-west principal sirviendo las áreas de Pittsburgh, de Harrisburg, y de Filadelfia y su extensión del noreste que sirven las áreas de Allentown/de Bethelehem y de Scranton/Wilkes-Barre.
En mayo de 2008 la empresa española Abertis junto con Criteria y Citi se adjudicaron la gestión de la autopista durante los próximos 75 años.
En septiembre de 2008 ambas empresas decidieron no prolongar la validez de la oferta, no obteniendo por tanto la confirmación de la adjudicación

## Pare leer
- Pennsylvania Highways: Pennsylvania Turnpike
- PRR Chronology